# Danny Buijs
Danny Buijs (ur. 21 czerwca 1982 w Dordrechcie) – piłkarz holenderski grający na pozycji prawego pomocnika, a także trener.

## Życiorys
Buijs jest wychowankiem piłkarskiej szkółki Feyenoordu. Jednak od razu nie trafił do pierwszego zespołu i swoją profesjonalną karierę rozpoczął w drugoligowej wówczas filii, Excelsiorze Rotterdam. Tam też zadebiutował 8 marca 2002 w wygranym 3:0 meczu z SC Cambuur. Wtedy też awansował z Excelsiorem do Eredivisie i w pierwszej lidze był podstawowym zawodnikiem swojego zespołu, który jednak spadł z ligi (Buijs rozegrał 26 meczów pierwszoligowych). Jeszcze przez rok Danny grał w drugiej lidze i jako boczny pomocnik zdobył aż 8 bramek. Jego postawa została zauważona w klubie FC Groningen i latem 2004 zawodnik podpisał kontrakt z tym klubem przechodząc za 750 tysięcy euro. W Groningen grał przez 2 sezony i miał pewne miejsce w składzie, a w 2006 roku zajął z nim wysokie 5. miejsce w lidze premiowane startem w Pucharze UEFA.
Latem po sezonie Buijs zmienił jednak barwy klubowe i w końcu po kilku latach trafił do pierwszej drużyny Feyenoordu, który zapłacił za niego 750 tysięcy euro. W Feyenoordzie zadebiutował 10 września 2006 w wygranych 4:1 derbach ze Spartą Rotterdam. Dość niespodziewanie wywalczył miejsce w podstawowej jedenastce Feyenoordu i występował niemal w każdym meczu od początku sezonu. Zagrał też w fazie grupowej Pucharu UEFA (Feyenoord został wykluczony z dalszych rund z powodu zamieszek kibiców podczas meczu z AS Nancy). Łącznie w barwach Feyenoordu rozegrał 53 spotkania i zdobył sześć bramek.
W styczniu 2009 podpisał kontrakt z ADO Den Haag. Zadebiutował tam 17 stycznia 2009 w zremisowanym 2-2 pojedynku z Heraclesem Almelo.
1 lipca 2011 podpisał roczny kontrakt z Kilmarnock. Spędził tam sezon 2011/2012, a potem odszedł do Sparty Rotterdam. Grał też w Kozakken Boys, gdzie w 2016 roku zakończył karierę.
| Sezon   | Klub          | Kraj     | Rozgrywki               | Mecze | Bramki |
| ------- | ------------- | -------- | ----------------------- | ----- | ------ |
| 2001/02 | SBV Excelsior | Holandia | Eerstedivisie           | 4     | 1      |
| 2002/03 | SBV Excelsior | Holandia | Eredivisie              | 26    | 0      |
| 2003/04 | SBV Excelsior | Holandia | Eerstedivisie           | 34    | 8      |
| 2004/05 | FC Groningen  | Holandia | Eredivisie              | 31    | 2      |
| 2005/06 | FC Groningen  | Holandia | Eredivisie              | 34    | 6      |
| 2006/07 | FC Groningen  | Holandia | Eredivisie              | 2     | 0      |
| 2006/07 | Feyenoord     | Holandia | Eredivisie              | 29    | 5      |
| 2007/08 | Feyenoord     | Holandia | Eredivisie              | 23    | 1      |
| 2008/09 | Feyenoord     | Holandia | Eredivisie              | 1     | 0      |
| 2008/09 | ADO Den Haag  | Holandia | Eredivisie              | 17    | 3      |
| 2009/10 | ADO Den Haag  | Holandia | Eredivisie              | 30    | 4      |
| 2010/11 | ADO Den Haag  | Holandia | Eredivisie              | 6     | 0      |
| 2011/12 | Kilmarnock    | Szkocja  | Scottish Premier League | 14    | 0      |
|         |               |          | Łącznie w Eredivisie    | 191   | 21     |